# Fonds de consolidation et de développement des entreprises
Le Fonds de consolidation et de développement des entreprises (FCDE) est un Fonds de capital investissement français qui accompagne le développement et la transformation de PME à fort potentiel de croissance. Investisseur responsable, FCDE apporte du capital humain et financier aux équipes de management pour une amélioration opérationnelle durable et une création de valeur stratégique sur le long terme. 
FCDE s'appuie sur une base d'investisseurs institutionnels français et internationaux.
Le Fonds a soutenu plus de 30 projets entrepreneuriaux pour leur permettre de passer un cap en mettant en œuvre des stratégies de transformation et de conduite du changement. Il investit en fonds propres des tickets compris entre 15 M€ et 55 M€ et peut aller au-delà avec le co-investissement des souscripteurs du Fonds.